# 서울중부소방서
서울중부소방서(서울中部消防署, Seoul Jungbu Fire Station)는 서울특별시 중구를 관할하는 서울특별시 소방재난본부 산하의 소방서이다.
소방서장은 소방정으로 보한다.

## 조직
| - 소방행정과 - 소방행정팀 - 장비회계팀 - 홍보교육팀 | - 재난관리과 - 대응총괄팀 - 구조팀 - 구급팀 | - 예방과 - 예방팀 - 검사지도팀 - 위험물안전팀 | - 현장대응단 - 지휘팀 - 진압대 - 구조대 |

## 관할센터 및 관할구역
서울중부소방서는 4개의 119안전센터와 1개의 현장대응단을 산하에 두고 있다.
| 명칭                      | 사진 | 주소                   | 관할구역                                                                               | 지역대 |
| ------------------------- | ---- | ---------------------- | -------------------------------------------------------------------------------------- | ------ |
| 서울중부소방서 현장대응단 |      | 퇴계로 394 (무학동)    | 황학동, 청구동, 동화동, 신당5동, 신당동, 광희동 일부, 장충동 일부 단, 구조는 중구 일원 |        |
| 을지로119안전센터         |      | 을지로45길 43 (신당동) | 을지로동, 광희동 일부                                                                  |        |
| 충무로119안전센터         |      | 충무로 11 (충무로3가)  | 필동 일부, 명동 일부, 소공동 일부                                                      |        |
| 회현119안전센터           |      | 소공로 30 (회현동2가)  | 중림동, 명동 일부, 회현동 일부, 소공동 일부                                            |        |
| 신당119안전센터           |      | 다산로8길 2 (신당동)   | 예장동, 다산동, 약수동, 필동 일부, 장충동 일부                                         |        |

## 사건사고
- 대연각호텔 화재 사고
- 서울시민회관 화재 사고 - 현재는 서울종로소방서 관할이다.
- 남대문시장 화재
- 숭례문 방화 사건

## 같이 보기
- 대한민국 소방청
- 대한민국의 소방
- 소방관 계급

## 인접한 건물
- ● 서울 지하철 2호선, ● 서울 지하철 6호선: 신당역
- 충무아트센터